# Морское многоборье
Морское многоборье — вид спорта, который включает в себя 5 дисциплин: морское пятиборье, морское троеборье, гребно-парусное пятиборье, ял-6 парусная гонка, ял-6 дистанция 2000 метров (гребная гонка). В каждой дисциплине имеются свои виды программы. В морском пятиборье: плавание, бег, стрельба, гребля и парусные гонки . В морском троеборье: плавание, бег, стрельба. В гребно-парусном пятиборье: парусные гонки рульные, парусные гонки без рульные, гребная гонка, комплексная гонка, крейсерская гонка. В ял-6 парусная гонка: проводятся несколько парусных гонок. В ял-6 дистанция 2000 метров проводятся гребные гонки. В каждом виде программы есть различные дистанции и количество гонок, которые зависят от возрастной категории участников, количества команд и других оснований.
Морское пятиборье — вид спорта, который включает в себя соревнования в пяти дисциплинах: плавание, парусные гонки, стрельба из пневматического пистолета, гребля на ялах, бег. Соревнования проводятся в течение 5 дней, по одному виду в день. Зимой, при отсутствии условий для проведения парусных и гребных гонок, соревнования проводятся в формате морского троеборья: плавание, стрельба, бег (3 соревновательных дня).

## История
Первое упоминание о соревнованиях по морскому многоборью встречается в журнале «Морской сборник» от 1858г, «Гонка гребных судов и состязание между матросами и солдатами в гимнастическом шаге, в Николаеве, 21 мая 1858». На этом мероприятии проводились соревнования по гребле, парусу и бегу. Соревнования проводились в присутствии вице-адмирала Метлина Николая Фёдоровича. Через 2 года, в 1860 г. в дополнение к гребле и гонкам под парусом была включена стрельба и гонки под парусом без руля, что повышало слаженность и мастерство команды.
В СССР морское многоборье продолжало развиваться как военно-прикладной вид спорта. В 1918 г. был принят декрет «Об обязательном обучении военному искусству» всех граждан мужского пола. После ВОВ морское пятиборье развивалось на военно-морском флоте как средство физической подготовки личного состава. Морское многоборье включало следующие дисциплины: плавание (от 50 до 400 м), кросс (от 400 до 1500 м), стрельба (до 1997 г. – из малокалиберной винтовки 10 – 20 зачетных выстрелов, с 1997 г. – из пневматического пистолета 10 – 20 зачетных выстрелов), гребная гонка (от 1000 до 2000 м) и парусные гонки (от 3 до 5 гонок) на морских шлюпках – Ял-4 и Ял-6.
В 1949 г. впервые прошли Всесоюзные соревнования по морскому многоборью - Первенство СССР, организатором которых было Добровольное общество содействия флоту (ДОСФЛОТ).
В 1954 г. был введен облегченный комплекс морского многоборья (юноши 15-17 лет), в 1956 г. для подростков (14-15 лет).
В 1955 г. морское многоборье было выделено, как самостоятельный вид спорта и был проведен первый Чемпионат СССР. В стране стали регулярно проводиться Спартакиады народов СССР и официальные соревнования.
Созданная в 1952 г. Федерация морского многоборья СССР в 1992 г. стала Федерацией морского многоборья России.

## Морское многоборье в мире
Морское многоборье развивается на Украине, в Германии, Польше, Казахстане, Литве, Болгарии, Белоруссии, Эстонии. В 1956 году в Польше были впервые проведены международные соревнования по морскому многоборью. В 1993 году была организована Международная Ассоциация морских многоборий (МАММ), включающая 24 государства. С того же года регулярно проводятся всероссийские и международные соревнования по морскому многоборью, гребно-парусному многоборью и гребле на ялах.

## Морское пятиборье
На сегодняшний день общее руководство развитием морского многоборья в России осуществляет ДОСААФ России и Федерация морского многоборья. Сегодня этот вид спорта включает в себя плавание вольным стилем (200м), парусные гонки на ялах, стрельба из пневматического пистолета (10 выстрелов), гребля (1000м), кросс (800м)
В составе команды 7 человек.
Ежегодно проводятся Чемпионаты и Первенства России.
Возрастные группы для проведения соревнований:
Мужчины и женщины от 18 лет и старше выступают в дисциплине морское многоборье
Юноши и девушки до 18 лет выступают в дисциплине морское многоборье
Мальчики и девочки 13-15 лет выступают по 4 видам спорта ( кроме парусных гонок)
Мальчики и девочки 11-13 лет выступают в дисциплине морское двоеборье (плавание, бег).

## Морское троеборье
В холодное время года, из за невозможности проведения гребных и парусных гонок в открытых акваториях, соревнования проводятся в формате троеборья: плавание (200м), стрельба, бег (800м). Команда состоит из 4-х человек.
По троеборью также ежегодно проводятся Чемпионаты и Первенства России.

## Парусные, гребно-парусные многоборья
Существует такая разновидность морского многоборья как парусные и гребно-парусные многоборья. В этом случае соревнования проводятся или по одному из видов спорта (гребля, парус) или эти виды комбинируются в одно соревнование.